# Villamayor de Calatrava
Villamayor de Calatrava település Spanyolországban, Ciudad Real tartományban. Villamayor de Calatrava Almodóvar del Campo, Cabezarados, Corral de Calatrava, Caracuel de Calatrava és Argamasilla de Calatrava községekkel határos. Lakosainak száma 619 fő (2024).

## Népesség
A település népessége az elmúlt években az alábbi módon változott:
| Lakosok száma | 632  | 623  | 611  | 626  | 665  | 616  | 640  | 634  | 612  | 619  |
|               | 2001 | 2004 | 2006 | 2009 | 2011 | 2014 | 2016 | 2019 | 2021 | 2024 |